# Siegenburg
Siegenburg est une commune de Bavière (Allemagne), située dans l'arrondissement de Kelheim, dans le district de Basse-Bavière.
- Notices d'autorité :   - VIAF
  - LCCN
  - GND
  - WorldCat